# Niccolò Bonacchi
Niccolò Bonacchi, né le 1er novembre 1994 à Pescia, est un nageur italien.

## Carrière
Il est médaillé de bronze du 50 m dos aux championnats du monde juniors de natation 2011. Médaillé d'or du 50 m dos et médaillé de bronze du 100 m dos aux championnats d'Europe juniors de natation 2012, il obtient aux championnats du monde de natation en petit bassin 2014 la médaille de bronze du relais 4 × 50 m 4 nages mixte.
Il est médaillé d'argent du 50 m dos aux Jeux méditerranéens de 2013 et de 2018.
Il détient le record d'Italie du 50 m dos.